# 1948년 아랍-이스라엘 전쟁
1948년 아랍-이스라엘 전쟁은 이스라엘과 아랍 국가간의 전쟁으로 팔레스타인의 통치권을 두고 벌어졌다. 1948년 팔레스타인 전쟁의 두번째 국면이다. 이슈프와 아랍 사이에는 긴장과 분쟁이 잦았으며, 각각의 군대와 영국군은 1917년 벨포어 선언과 1920년 영국 위임통치령 팔레스타인의 수립 이후 빈번하게 충돌했다. 아랍인들의 반발은 팔레스타인 봉기로 확산되었으며, 유대인들의 저항은 팔레스타인 유대인 반란으로 확산되었다. 이러한 분란은 1947년 11월 29일 유엔 팔레스타인 분할안 이후 팔레스타인 내전으로 확산되었다. 이 분할안은 영국 위임통치령 팔레스타인을 유대인 지구와 아랍인 지구, 그리고 베들레헴과 예루살렘을 포함한 유엔 통치령으로 분할하려는 것이었다.
1948년 5월 15일, 지속되던 내전은 이스라엘과 아랍 국가간의 전면전으로 확대되었는데, 5월 14일 이스라엘 독립선언에 아랍 국가들이 반발한 것이 원인이었다. 이집트 왕국, 요르단, 시리아 공화국이 연합군을 결성해 이라크 왕국의 해외원정군과 함께 팔레스타인에 진입했다. 침공군은 아랍 지역에 대한 통제권을 확보하고 유대인 정착지와 이스라엘 군을 즉각적으로 공격했다. 이 외에도 레바논, 앵글로-이집트 수단, 사우디아라비아, 파키스탄, 예멘 왕국, 모로코 등이 전쟁에 참전했다. 10개월 간의 전쟁은 팔레스타인과 시나이반도, 레바논 남부에서 벌어졌고 중간에 평화협정도 있었다.
전쟁의 결과로 이스라엘은 유대인 지구 전체와 아랍인 지구의 60%를 점령했다. 나머지 지역은 요르단이 요르단강 서안 지구를 병합하고, 이집트 왕국이 가자 지구를 정복하였다. 1948년 12월 1일 예리코 회담에서 2,000명의 팔레스타인이 팔레스타인과 요르단의 통합을 요구했다. 팔레스타인 아랍인들은 어떠한 국가도 수립하지 못했다.

## 같이 보기
- 제2차 중동 전쟁